# Georgi Borissowitsch Boki
Georgi Borissowitsch Boki (russisch Георгий Борисович Бокий; * 26. Septemberjul. / 9. Oktober 1909greg. in St. Petersburg; † 4. September 2001 in Moskau) war ein russischer Physikochemiker, Kristallchemiker, Kristallograph und Hochschullehrer.

## Leben
Boki, Sohn des Montanwissenschaftlers Boris Iwanowitsch Boki und Neffe des NKWD-Kommissars Gleb Iwanowitsch Boki, studierte am Leningrader Bergbau-Institut mit Abschluss 1930. Seine wichtigsten Lehrer waren Anatoli Kapitonowitsch Boldyrew und Nikolai Semjonowitsch Kurnakow.
Nach dem Studium arbeitete Boki in Leningrad bei Alexei Wassiljewitsch Schubnikow im 1925 gegründeten Laboratorium für Kristallographie beim Museum für Mineralogie der Akademie der Wissenschaften der UdSSR (AN-SSSR, seit 1991 Russische Akademie der Wissenschaften (RAN)). 1931 wechselte Boki in das Physikalisch-Technische Institut, wo er ferroelektrische Seignettekristalle züchtete.
1934 zog Boki mit dem Lomonossow-Institut für Geochemie, Mineralogie und Petrographie der AN-SSSR, in das das Laboratorium für Kristallographie 1932 eingegliedert worden war, nach Moskau um und arbeitete bei Nikolai Semjonowitsch Kurnakow. 1934 wurde in Moskau das Institut für Allgemeine und Anorganische Chemie (IONCh) der AN-SSSR mit Kurnakow als Direktor gegründet. Dort richtete Boki 1935 das Laboratorium für Kristallographie ein, das dann in das Laboratorium für Kristallchemie umgewandelt wurde. Dort wurden die Komplexverbindungen der Platinmetalle untersucht. 1939 begann Boki Kristallstrukturanalysen durchzuführen. Im gleichen Jahr erschienen die Grundlagen der Kristallographie von Boki, Schubnikow und Jewgeni Jewgenjewitsch Flint, die das Handbuch der Kristallographen wurden. Zusammen mit Georgii Glebowitsch Lemmlein untersuchte Boki abgerundete Diamantkristalle.
Während des Deutsch-Sowjetischen Krieges war Boki in Kasan evakuiert. Auf Vorschlag Alexander Nikolajewitsch Nesmejanows hielt Boki dort seine erste Vorlesung über Kristallchemie. 1942 verteidigte er seine Doktor-Dissertation, und ein Jahr später wurde er zum Professor ernannt.
1944 kehrte Boki nach Moskau zurück. 1945 richtete er an der Universität Moskau (MGU) einen Lehrstuhl für Kristallographie und Kristallchemie an der geologischen und der chemischen Fakultät ein und lehrte dort. 1951 veröffentlichte er zusammen mit Michail Alexandrowitsch Porai-Koschiz den ersten Band des Lehrbuchs der Kristallstrukturanalyse. Zusammen mit D. K. Archipenko führte er Untersuchungen zur Bestimmung von Fjodorow-Symmetriegruppen (Raumgruppen) durch. Mit einer neuen Methode mit Kombination von Röntgenbeugung und Schwingungsspektroskopie konnte er 206 der 230 Raumgruppen bestimmen, während mit Röntgenbeugung allein nur 61 Raumgruppen bestimmbar sind. Als Erster bestimmte Boki die Kristallstruktur von Hexahydrit, Epsomit und Blödit. Durch die Aufklärung der Struktur von Cobaltit, Gersdorffit und Ullmannit konnte er die Art der Kristallisation in geologischen Prozessen bestimmen. Er untersuchte die Gitterfehler in Sulfiden. Er stellte die Existenz von Oxoniumionen in natürlichen Mineralen fest. Er entwickelte Methoden, um Immersionsflüssigkeiten mit hohem Brechungsindex zu erhalten. 1954 erschien sein Lehrbuch der Kristallchemie. 1956 veröffentlichte er die Monographie zur Theorie der Daltonide und Berthollide.
1958 wurde Boki zum Korrespondierenden Mitglied der AN-SSSR gewählt. Er lebte und arbeitete nun in Sibirien. Im 1957 gegründeten Institut für Anorganische Chemie der Sibirischen Abteilung der AN-SSSR in Nowosibirsk gründete er 1958 das Laboratorium für Kristallstrukturanalyse und leitete es dann. Dazu war er Hauptherausgeber der neuen Zeitschrift für Kristallchemie.
1963 kehrte Boki nach Moskau zurück und arbeitete in verschiedenen Einrichtungen. Im 1952 gegründeten Allrussischen Institut für wissenschaftliche und technische Information (WINITI) organisierte er 1968 die Kristallographie- und Kristallchemie-Referatarbeit. Ab 1972 arbeitete er im 1955 gegründeten Moskauer Institut für Geologie der Erzlagerstätten, Petrographie, Mineralogie und Geochemie der AN-SSSR. Zusammen mit Nikolai Wassiljewitsch Below entdeckte er die Gesetzmäßigkeit der Strukturänderungen der isomophen III-V-Verbindungshalbleiter. Ausgehend vom Mendelejewschen Periodensystem entwickelte Boki neue Grundsätze für die Klassifizierung von Kristallstrukturen und ordnete Silicate, Borate, Sulfate, Sulfide und analoge Verbindungen in homologe Reihen ein. Er war Mitglied eines Autorenkollektivs für den russisch-deutschen Thesaurus der Minerale, dessen 4 monumentale Bände 1977–1981 erschienen. Ab 1993 leitete er die Arbeit für das Lexikon der Minerale. 1997 veröffentlichte das WINITI Bokis Systematik der natürlichen Silicate und 2000 die Systematik der natürlichen Oxide.
Bokis Grab befindet sich auf dem Moskauer Nikolo-Archangelskoje-Friedhof.

## Ehrungen, Preise
- Ehrenzeichen der Sowjetunion (1944, 1953)
- Orden des Roten Banners der Arbeit (1975)
- Namensgeber des 1996 neu anerkannten Minerals Georgbokiit[10]
- Fjodorow-Preis der RAN (2000) für die Arbeiten zur Systematik der Silicate und Oxide und die Gesetze der Strukturbildung in anorganischen Verbindungen[11]